# Василівське (Пологівський район)
Васи́лівське — село в Україні, в Пологівському районі Запорізької області. Населення становить 172 осіб.

## Географія
Село Василівське знаходиться в урочищі Рясне, на відстані 1,5 км від сіл Вільнянка та Василькове (Новомиколаївський район). Селом тече Балка Кольорова.

## Історія
- 1920 — дата заснування.

## Населення

### Мова
Розподіл населення за рідною мовою за даними перепису 2001 року:
| Мова            | Кількість | Відсоток |
| --------------- | --------- | -------- |
| українська      | 154       | 89.53%   |
| російська       | 15        | 8.73%    |
| румунська       | 1         | 0.58%    |
| інші/не вказали | 2         | 1.16%    |
| Усього          | 172       | 100%     |

## Пам'ятки
- На північ від села розташований ландшафтний заказник місцевого значення «Балка Зеленянська»[2].